# サラ・ペイリン
サラ・ルイーズ・ペイリン（Sarah Louise Palin、1964年2月11日 - ）は、アメリカ合衆国の政治家である。セイラ・ルイーズ・ペイリン（セイラの方がより原音に近い）とも表記される。
2006年12月4日から2009年7月26日まで11代目アラスカ州知事を務め、2008年アメリカ合衆国大統領選挙における共和党の副大統領候補であった。ティーパーティー運動でも活動し、現在はドナルド・トランプ派である。

## 経歴・人物

### 家族と生い立ち
1964年2月11日にアイダホ州サンドポイントで小学校の理科の教師でアウトドアやサバイバル術も教えていたチャールズ（チャック）と学校事務員のサラ・ヒースの長女として生まれた。妹にモリーがいる。乳児だった時に両親の都合でアラスカ州スカグウェイ市に移住した。父のチャールズが、アラスカの小学校教師として教えるためである。
なおアウトドア愛好家でもあった父のチャールズの影響で、彼女もアウトドア愛好家で、趣味は釣りと狩猟である。父は4人の子供を氷上キャンプに連れ出したりしていた。現在父はアラスカ州各地の学校で狩猟や釣り、雪崩などの際のサバイバル術やクマの撃退方法など、ボランティアで教えている。彼女をはじめとする子供達も父から釣りやムースやクマ狩りなど教えられていた。父から狩猟でライフル銃の扱い方も教わっていた影響で、全米ライフル協会の会員でもある。
また家庭は熱心なクリスチャン・ホームで、4歳の時からペンテコステ派のアッセンブリーズ・オブ・ゴッド教会に通い、12歳でワシラ近郊のリトルビーバー湖でバプテスマを受けた。少女時代も礼拝を守り、聖書勉強会に通っていた。
その後、ワシラ市に移住した。
1982年にワシラ中等学校を卒業。また同年5月に共和党に有権者登録している。1984年にワシラ市のミス・コンテストで優勝するが、ミス・アラスカでは2位に終わった。高校の時、アラスカ先住民エスキモーである現夫のトッド・ペイリンと知り合い、交際を始める（後に駆け落ちの末に1988年に結婚した）。
また同年に奨学金を得てアイダホ大学に進学、ジャーナリズムを専攻した。1987年にアイダホ大学卒業後、アンカレッジのテレビ局のスポーツ・リポーターとして働くこととなる。その後トッドと共に漁師として漁業などに従事。1992年から1996年までワシラの学校でPTA活動を行う。

### 政治家へ
1992年に28歳でワシラ市議会議員に選ばれ政治家になる。市議では2期務めた。
1996年に保守系団体の支援を受け、市長選挙で在職9年の相手を破り、32歳でワシラの市長に就任。2002年に州原油ガス管理委員会の委員長になり、また副知事に立候補するも落選した。しかし共和党ベテラン議員による汚職事件などで摘発されたり、知事や政治家への不満から、州共和党委員長を、倫理規定違反で告発するなどをし、ペイリンの期待が高まった。
2006年8月に42歳にして現職で元共和党員で無所属のフランク・マーカウスキーを破り、12月4日の本選挙で民主党の元知事トニー・ノウルズを破り、州知事に当選する。このような経緯からペイリンとマーカウスキー元知事の娘であるリサ・マーカウスキー上院議員との関係はすこぶる悪い。ペイリンは州知事職よりも上院議員職を強く望んでいたとされる。当時アラスカ州史上最年少で初の女性知事となった。州知事当選後は石油及び天然ガス関連業界・政治家及び官僚との癒着・汚職・不正が絶えず、汚職などが充満していた同州を汚職や不正が無い様に変えるため、政治倫理法の制定や利益誘導型支出の撲滅などの改革に取り組み、経済では支出削減や減税などにも取り組んだ。議員が計画した無駄な橋の建設など、連邦政府による公共事業を拒否し、石油や天然ガス関連の企業への税制を改めるなどして行った。
2005年にマーカウスキー前知事が公費で購入した豪華な自家用ジェット機は「汚職のシンボル」だとして、インターネット競売のeBayに出品して、売り払おうとしたこともあった（格納庫に保管されたままで、費用もかかるためでもある）。しかし、出品したものの売却価格は210万ドル（マカウスキ前知事は270万ドルでジェット機を購入した）にとどまったため、最終的に出品を取り止め、通常の方法で売却した。
2006年に初めてパスポートを取得。2007年、クウェートに駐留しているアラスカ州兵を訪問した。それまではカナダ以外に出国したことが無かった（出生証明書の携帯により隣接国への旅行は可能）。

### 副大統領候補として

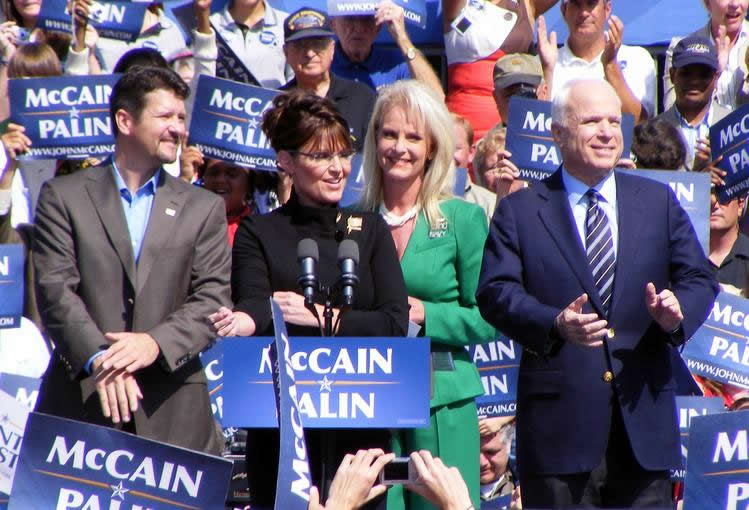
ジョン・マケイン候補と共に支持者の前に立つサラ・ペイリン（2008年9月10日）

2008年8月29日、2008年アメリカ合衆国大統領選挙の共和党候補であるジョン・マケインに副大統領候補の指名を受ける。アメリカの二大政党における女性の副大統領候補は1984年のジェラルディン・フェラーロ（民主党）以来2人目である。マケインが当選した場合アメリカ合衆国初の女性副大統領が誕生する可能性があった。
総じて保守的なペイリンの言動は、中道寄りなマケインに満足できない保守層の支持を呼び戻し、反マケインの急先鋒だったDJのラッシュ・リンボーもこの人事を手放しで絶賛した。また中央政界とほぼ無縁であった清新さや、「ホッケー・ママ」と自称するキャラクターなどから、ペイリンの指名直後からしばらくの間、マケインの支持率が浮上しオバマを逆転した。
10月2日の副大統領候補討論会直後の世論調査では、討論自体は民主党ジョセフ・バイデン候補の勝ちとする回答者が上回る一方、好感度についてはペイリンに軍配が上がった。
風貌がアメリカの人気女優で脚本家でもあるティナ・フェイに似ていることから、ティナ・フェイが以前レギュラー出演していたアメリカ3大ネットワークの一つであるNBCの長寿人気番組の「サタデー・ナイト・ライブ」に急遽復帰して、ペイリンに扮してペイリンをMILFと風刺したコントを行ったところ、そのそっくりぶりとペイリンの副大統領としての資質の風刺が好評を呼び、同番組の視聴率が前年同期比で50%増となる効果をもたらした。10月18日の放映にはペイリン本人も出演して共演を果たした。ただし、同番組ではペイリンの副大統領としての資質を風刺した内容であったが、懐の広さを示す意味ではペイリンの同番組出演はアメリカ人のユーモアセンスを刺激し、ペイリンの個人的人気を高めた効果はあったようで、番組出演後、各マスコミにこの出演が大々的に報道された。2012年の大統領選挙で共和党の候補の1人と目されるようにもなり、選挙結果が判明した後の翌日のTVインタビューでも、本人は出馬に関して肯定も否定もしていない。また、ペイリンを指すスラングとしてMILFをもじった「VPILF」(Vice President I'd Like to Fuck)、あるいは「GILF」(Governor I'd Like to Fuck) と言うものがある。
大統領選挙の直前には、ニコラ・サルコジ大統領になり済ました、カナダのコメディアンと電話でニセ「会談」した模様がすべて放送されてしまった。

### 大統領選とその後
2008年11月4日に行われた2008年アメリカ合衆国大統領選挙では、民主党のバラク・オバマ大統領候補とバイデン副大統領候補の前に敗北。「選挙戦敗退の戦犯」と批判する声も沸きあがったが、12月1日には勝敗が確定していなかったジョージア州上院選の応援に駆けつけ、サックスビー・シャンブリス上院議員を再選へと導いた。
2009年7月3日ペイリンはアラスカ州知事の辞任を表明し、同月26日正式に知事を辞任した。2012年の大統領選に出馬するため、政治活動を展開しながら大統領選に向けての準備のため、辞任をしたと思われる。次期大統領選の共和党指名に関しては、ペイリンの他、前回の選挙戦で善戦したミット・ロムニー、マイク・ハッカビーらと三つ巴の様相を呈している。また、2009年11月には自身の回顧録を出版、150万部のベストセラーを記録した。
2010年2月4日のティーパーティー最初の全国大会で基調演説を行い、以後、運動の広告塔を務めている。第三回ティーパーティーエクスプレスでもネバダ州でのオープニング集会に招かれ、先頭にたった。現在、草の根保守派のアイドル的存在で、反オバマの急先鋒の一人として、メディアへの露出も増えている。ニューヨークグラウンド・ゼロでのモスク建設にも反対していた。
2010年11月14日、TLC局は「サラ・ペイリンのアラスカ」という同州内を旅するペイリン氏と家族を追いかけるリアリティ番組を開始した。番組は日曜夜の放送で8週間続き、最終回が放送される翌年1月中旬は、ちょうど大統領選出馬を検討する共和党議員が決断を下す時期でもあるため、2012年大統領選挙への下準備かと噂された。
2011年1月8日、アリゾナ州ツーソンで、ガブリエル・ギフォーズ連邦下院議員が銃撃を受け、議員は重傷、9歳の女の子が死亡するという事件が起きる(2011年ツーソン銃撃事件)。後述のとおり、ペイリンは民主党議員の選挙区をライフルマークで示すウェブページをアップしていたほか、事件に関して不適切な発言を繰り返す等したため人気が急落する。加えて支持基盤であるティーパーティー運動も、2010年の中間選挙以後退潮を見せていた。
2011年10月5日、ペイリンは、2012年大統領選挙に出馬しないことを宣言した。
2016年1月19日、2016年大統領選挙で実業家ドナルド・トランプへの支持を表明した。ペイリンはトランプが大統領に当選した場合にエネルギー長官として政権入りすることを目指している。
2022年4月2日、ドン・ヤング下院議員の死去に伴う下院補選アラスカ州選挙区で立候補する意向を表明した。投開票の結果、民主党のメアリー・ペルトラに破れ落選した。

## 政治的スタンス

### 内政
キリスト教福音派に属するエヴァンジェリカル派の熱心な信者であり、人工妊娠中絶、同性婚などに反対しているが、禁固刑に処せられるほどの罪とは思わないとしている。9月30日にCBSのニュース番組で同性愛について「アメリカ国民をセクシュアリティで判断したりしない」との見解を表明している。しかし10月20日に同性婚を禁止するための合衆国憲法改正案への支持を表明しており、「結婚認定は州の管轄事項」として改憲に反対するマケインと見解を異にする。また、進化論教育問題について「（創造論と進化論を）両方教えればよい。情報を恐れる必要は無い。健全な議論が重要であり、それは学校において大事なことだ」 と述べる。
全米ライフル協会終身会員であり「銃を持つ権利」を主張、銃規制に強く反対している。
気候変動については否定的で、「詐欺」「巨大な陰謀」と述べている。2016年には気候変動を否定する映画『クライメート・ハッスル』に関連するパネルディスカッションに参加した。
州知事として、アラスカの自然保護区域における油田開発の解禁を求め、それを支持しないマケイン候補を当時批判している。しかし、現在、アラスカ油田開発において、全面的にサポートしている。

### 外交
同盟・友好国重視を基本とし、ロシアの覇権主義に対抗する観点から、グルジアとウクライナのNATO加盟を支持し、NATO加盟後のグルジアをロシアが攻撃した際にはNATOとして反撃すべきであると述べる。
また、親イスラエル派であり
、中東和平については、ABCテレビとのインタビューにおいて、オバマ政権がイスラエルに対してヨルダン川西岸地区でのユダヤ人入植地建設を凍結するよう求めていることを批判し、「入植者にはそこで生活する権利がある」として、西岸の入植地はもっと拡大されるべきだと答えている。このほかイスラエルには自衛のためにイランを攻撃する権利があるとも述べている。また、2011年3月にはイスラエルを訪問。ベンヤミン・ネタニヤフ首相夫妻と会談を行っており、イスラエル擁護の姿勢をより鮮明にしている。共和党内で大統領選への出馬が取り沙汰されるマイク・ハッカビーは、ペイリンに先立ってイスラエルを訪問しており、同国支持の姿勢を同じく鮮明にしている。
シリアでの政府軍と反政府軍との内戦状態が続くシリア内戦ではアメリカの軍事介入に異議を唱え、化学兵器攻撃に応じてシリアへの軍事介入を強く主張するオバマ政権を自身の政治的な顔を保存する為の不確実な軍事行為と非難した。彼女はFacebook POSTで、バッシャール・アル＝アサド政権の残忍な独裁を批難しつつも、アメリカの軍事介入に関しては反政府側にアルカーイダ系のイスラム過激派が存在し、彼らイスラム過激派を助ける事になる危険な不確実性から、「アッラーにそれを整理させましょう（Let Allah Sort It Out）」と述べ、アサド政権を倒す為、反政府のイスラム過激派に頼っているとオバマ政権を批判した。

## 家族構成
24歳だった1988年8月29日に高校時代から付き合っていたトッド・ペイリンと駆け落ち婚している。トッドは先住民エスキモー（ユピク族）の血を引き（祖母がユピク族だった）、BP社のアラスカ油田で働く技師であり、漁業の自営業者でもある。また、数々のスノーモービルの大会で優勝している。ペイリンはこの夫との間に5人の子をもつ。長男トラック（Track、1989年）、長女ブリストル（Bristol、1990年）、次女ウィロー（Willow、1995年）、三女パイパー（Piper、2001年）、次男トリグ（Trig、正式な名前はトリグ・ペクソン・ヴァン・ペイリン、Trig Paxson Van Palin、2008年4月18日）である。
長男のトラックは2007年9月11日にアメリカ陸軍に志願入隊した。2008年9月11日からイラクに派遣された。次男トリグがダウン症児であることを公表している。
2008年9月1日、ブリストル(当時17歳)が妊娠5箇月であり、ブリストルはその子を産むつもりであり、なおかつ、その子の父親と結婚する予定であることが発表された。父親となる予定の相手は地元ワシラ市でホッケー選手をしていた18歳のリーバイ・ジョンストンであることが判明した。ジョンストンとは1年以上交際していた。大統領選挙後の2008年12月27日にブリストルは男児を出産した。しかし、2009年3月11日にこの婚約は破棄された。2010年7月14日、プリストルとジョンストンは再婚約を発表したが、翌月3日、プリストル側の申し出によって再び婚約は破棄されたことが報じられた。プリストルによると、婚約の再破棄の理由は、ジョンストンが別の女性を妊娠させた可能性を告白したこと、また取材攻勢を受けた際のジョンストンの態度から復縁は「売名行為」と判断した、という。ブリストルは2009年以降、テレビタレント 及び純潔運動のアンバサターとして活動している（2011年に「非現実的」と純潔運動からは離脱）。2016年に元米海兵隊員のダコタ・メイヤーと結婚。女児をもうけた。
2019年9月9日、トッド・ペイリンが離婚を申請した。

## 疑惑・批判

### アラスカ独立党所属疑惑
1982年に共和党に登録しているが、アラスカの米国からの分離独立を求めるアラスカ独立党に2年間所属していたとメディアが報道した。夫のトッドがアラスカ独立党のパーティーに1995年と2000年の2回参加したことと、トッド本人はアラスカ独立党の登録を申告していないにもかかわらず登録されたことと、2008年初めに彼女は、ビデオで通して、アラスカ独立党の議会のフェアバンクスでのパーティーを歓迎したとされる。

### 知事時代の職権濫用疑惑
ペイリン知事により解任されたウォルト・モネガン州公安委員長が、解任の原因は州警察官であるペイリンの元義弟マイク・ウットンを解雇することを拒んだためだったと述べたため、民主党のホリス・フレンチ議員中心の、州議会は、ペイリン知事の職権濫用疑惑に関する調査が行われた。
ペイリンの妹モリーは、家庭内暴力を受けたことによりウットンと離婚しており、さらに子供の親権争いが続いている。この身内に絡んで、ウットンが家庭内暴力や子供の虐待、ヘラジカの密猟、飲酒運転などの数々の疑惑に、ペイリンは州警察にウットンの疑惑の調査を依頼していた。一部を除いて州警察はウットンの容疑を棄却（一部の容疑を認めたウットンは5日間の無給停職処分となっている）したため、この調査報告に納得ができなかった。
ペイリンは州知事当選時に、夫のトッドらと共に、モネガン州公安委員長に再調査を求めた。しかし、モネガン州公安委員長がそのことに関しては「解決済み」とし、再調査を断った。ペイリンはモネガン州公安委員長を解任した原因とされている。このことに関して、ペイリンの側近の1人が州警察の上級当局に電話をし、ウットンの数々の疑惑の件で再調査を求めていた。ペイリンは側近への指示を否定したが、州議会側は職権乱用の疑いがあるとして調査に乗り出した。調査を行った州人事委員会は報告書で「ペイリン知事をはじめ他の州当局者がアラスカ州行政倫理法に違反したと信じるに足る理由は無い」と結論付け疑いを晴らした。

### 資質への疑問
保守派やキリスト教原理主義者だけではなく、女性から票が取れる共和党の大統領、副大統領候補として注目されたペイリンだが、その資質には多くの疑問が呈されている。
2008年大統領選挙中の9月に行われたABCニュースのインタビューにおいて、「最近のロシア情勢」（南オセチア紛争など）に対する識見を問われているにもかかわらず「アラスカからはロシアが見える」と答えたり、ブッシュ・ドクトリンの内容を理解しておらず「彼の世界観の事ですか？」と答えるなど、政治家としての基礎的な教養に欠けた発言だけでなく、インタビュアーのチャールズ・ギブソンの質問を十分に把握せずにあやふやな答えを行った。インタビュー中的を射ない回答が続いたため、しまいにはギブソンが呆れ顔で応対する姿が全米で放映され、有権者に違和感を与えてしまった。
保守タカ派論客のグレン・ベックの番組内でベックと対談した際、「建国の父達の中で最も尊敬する人は誰ですか？」と質問され「建国の父達すべてを尊敬しています」と的はずれな回答を行った（アメリカ合衆国の建国者達はそれぞれ異なる国家観を持っているため、誰を尊敬するかでその人の国家観がはっきりと現れることになる）。これに強い不快感を持ったベックは思わずその場で「Bullcrap（フザけやがって）」とボヤき、保守派からも公然と呆れられる事態となった。
これらの件でマケインはペイリンを副大統領候補に選んだことを後悔しており、回顧録である「The Restless Wave」にも「代わりに、友人のジョー・リーバーマン元上院議員を選ぶべきだった」記している（ページ不詳）。当時リーバーマンは民主党員であったが、その中の最右翼の一人でもあり、この選挙では「友情」から共和党候補のマケインを支持していた。
このほか副大統領指名後、衣装・ヘアメイク代などおよそ15万ドルが選挙費用に計上されたことがわかっている。選挙中、共和党の会計記録には「選挙用の衣装代」の項が加えられた。
2010年11月24日、延坪島砲撃事件についてグレン・ベックの番組でペイリンは「当然、米国は同盟国である北朝鮮を支持すべきだ」と北朝鮮と大韓民国を取り違えてコメントした。失言に気付いたベックがすぐに訂正を促すと、ペイリンは「その通り。（米国は）同盟国の韓国と思慮ある絆で結ばれているのですから」と言い直した。
2011年1月8日にアリゾナ州ツーソンで起きたガブリエル・ギフォーズ下院議員らに対する銃撃事件（ツーソン銃撃事件）に関連して、2010年の下院議員中間選挙の際に「再装弾（reload）せよ！」とTwitterで発言したり、選挙戦対抗馬を表すターゲットマップとしてギフォーズを含む民主党候補を、ライフルの的でFacebookに表現していた事が、この事件に繋がったのではないかとして非難されている 事に対して、ビデオメッセージで自分に対する非難を反ユダヤ主義に関連した迷信を表す「血の中傷(w:blood libel)」という表現を使って反論した事で、ユダヤ人団体の反発を買うなど、さらなる物議を醸した（ギフォーズ議員はユダヤ系である）。
また、民主党候補をライフル照準器で狙った画像を掲載していた事については、彼女のスタッフが「測量スコープ」と弁明したが、彼女が全米ライフル協会の会員で、ヘラジカを狙撃するビデオを流したことがあるほどのガンマニアであること、また聴衆を煽る際に「再装填せよ！」など、銃に例えたフレーズを好んで使うことから、信用する者は少ないという。
ドナルド・トランプが当選する前はエネルギー長官志望であった。「私はエネルギー省についていろいろ考えている。エネルギーは自分の赤ん坊みたいなもの。原油やガスや鉱物は、我々が非友好的な外国に頼らなくて済むよう、神が人類に利用させるために地球のこの地域に放出したものだから」と語っておりこの頃からエネルギーについては重要視してることが窺える。